# Lill-Oxsjötjärnen
Lill-Oxsjötjärnen är en sjö i Ånge kommun i Medelpad och ingår i Ljungans huvudavrinningsområde. Sjöns area är 0,013 kvadratkilometer och den är belägen 472 meter över havet.